# Alcázar (La Rioja)
Alcázar es una pequeña localidad del departamento General Ángel V. Peñaloza, en el sureste de la provincia de La Rioja, Argentina.
Está ubicada sobre la ruta provincial 29, a unos 25 km al norte de Tama, aproximadamente en la ubicación 30°19′50″S 66°34′11″O / -30.33056, -66.56972.
Según el censo del año 2010, la población de Alcázar se considera rural dispersa.
El paraje cuenta con una escuela rural de nivel primario y un centro de atención básica en salud.